# 極める!
『極める!』（きわめる）とは、NHK教育テレビジョンとNHKワールド・プレミアムが2010年3月29日に放送を開始した教養番組である。教育テレビでは副音声解説放送および字幕放送を付加する。

## 概要
2009年度まで放送された『知るを楽しむ（知る楽）』が2010年度からジャンル別4番組に分かれることになったが、このうちの月曜日日は前年度までの「探求この世界」の内容を系譜して、語り手がもつあるこだわりや趣味について「○○学」と題し、その分野の達人と共に、様々な角度から4回シリーズで魅力を掘り下げていく。2010年度はNHK出版よりテキスト『知楽遊学シリーズ 極める!』（隔月刊）が発行された。

## 放送日時
NHK教育
- 初回放送：月曜日 22:25 - 22:50
- 再放送：翌週月曜日 11:30 - 11:55

NHKワールド・プレミアム
- 火曜日 13:05 - 13:30（JST）

過去の放送日時
- 2010年度（NHK教育）
  - 初回放送：月曜日 22:25 - 22:50
  - 再放送：翌週月曜日 5:35 - 6:00（およびデジタル教育3で同日 15:25 - 15:50）

- 2010年度（NHKワールド・プレミアム）
  - 土曜日 10:35 - 11:00（JST）

## 放送内容
2010年度
1. 2010年4月度「友近の温泉学」（リポーター・友近、ナレーション・徳田章）
2. 2010年5月度「杏の戦国武将学」（リポーター・杏、ナレーション・小郷知子）
3. 2010年6月度「石井正則の珈琲学」（リポーター・石井正則、ナレーション・森山春香）
4. 2010年7月度「佐野史郎のなぞの石学」（リポーター・佐野史郎、ナレーション・小田切千）
5. 2010年8月度「友近の温泉学」（リポーター・友近、ナレーション・徳田章）*4月度の再放送
6. 2010年9月度「西田尚美の京都学」（リポーター・西田尚美、ナレーション・田畑智子(女優)）
7. 2010年10月度「高木美保の香り学」（リポーター・高木美保、ナレーション・森山春香）
8. 2010年11月度「中越典子の京美人学」（リポーター・中越典子、ナレーション・加藤成史）
9. 2010年12月度「杉浦太陽の鮮魚学」（リポーター・杉浦太陽、ナレーション・高市佳明）
10. 2011年1月度「石井正則の珈琲学」（リポーター・石井正則、ナレーション・森山春香）*2010年6月度、2011年5月30日の再放送
11. 2011年2月度「千住明の聖地学」（リポーター・千住明、ナレーション・結城さとみ）
12. 2011年3月度「水沢蛍の名水学」（リポーター・水沢蛍、ナレーション・安部みちこ）

2011年度
1. 2011年4月度「優木まおみの犬学」（リポーター・優木まおみ、ナレーション・内藤啓史）
2. 2011年5月度「グッチ裕三のお米学」（リポーター・グッチ裕三、ナレーション・石井麻由子）
3. 2011年6月度「田中卓志の紅茶学」（リポーター・田中卓志、ナレーション・福井茂）
4. 2011年7月度「佐藤江梨子の読書学」（リポーター・佐藤江梨子、ナレーション・内藤啓史）
5. 2011年8月度「優木まおみの犬学」（リポーター・優木まおみ、ナレーション・内藤啓史）*4月度の再放送
6. 2011年9月度「黒谷友香の庭園学」（リポーター・黒谷友香、ナレーション・吉田一貴）
7. 2011年10月度「高田純次の宝石学」（リポーター・高田純次、ナレーション・柘植恵水）
8. 2011年11月度「矢口真里の靴学」（リポーター・矢口真里、ナレーション・大野済也）
9. 2011年12月度「グッチ裕三のお米学」（リポーター・グッチ裕三、ナレーション・石井麻由子））*5月度の再放送
10. 2012年1月度「とよた真帆のネコ学」（リポーター・とよた真帆、ナレーション・一柳亜矢子）
11. 2012年2月度「加藤夏希のチョコ学」（リポーター・加藤夏希、ナレーション・武内陶子）
12. 2012年3月度「サンドウィッチマンの遊園地学」（リポーター・サンドウイッチマン、ナレーション・大野済也）